# Château de Villeneuve-la-Comtesse
Pour les articles homonymes, voir Comtesse (homonymie).
Le château de Villeneuve-La-Comtesse est situé au sud du village de Villeneuve-la-Comtesse, en Charente-Maritime.

## Historique
Le premier document (1235) attestant la présence à Villeneuve-la-Comtesse d’un seigneur connu, fait état de Raoul Ier, seigneur d’Exoudun (v. 1169-1er mai 1219), petit-fils d’Hugues VIII de Lusignan et neveu de Guy de Lusignan, roi de Jérusalem. Il épouse, en 1190 ou 1191, Alix, comtesse d’Eu (v. 1180-14 mai 1245), à Villeneuve d’Argenson, par la suite nommée Villeneuve la Comtesse en souvenir d’Alix.
Après la mort de Raoul, Alix confirme, sous forme d’une charte, les droits et les devoirs des habitants de Villeneuve.
Ensuite Villeneuve passa de la famille des Lusignan à celle des Brienne, qui furent propriétaires des lieux pendant une centaine d’années.
Lors de la guerre de Cent Ans, les Français sont battus à la bataille de Crécy (1346). Par le traité de Brétigny (1360), Jean II le Bon, roi de France, remet au roi d’Angleterre Edouard III les territoires situés dans le Sud-Ouest de la France. Ainsi, la châtellenie de Villeneuve devient anglaise en 1360, et la propriété d’Edouard III, qui transmet Villeneuve à son fils Thomas de Woodstock.
Vers 1420, Villeneuve revient à la couronne de France. Charles VII donne la châtellenie de Villeneuve, ainsi que celle de la Jarrie-Audouin, à l’un des capitaines de sa garde : Christin Chamber’s, qui fit reconstruire par la suite le château tel que nous le voyons actuellement.
Par la suite, la famille Chamber’s fit franciser son nom en « de la Chambre ». À la fin du XVe siècle, Marie de la Chambre épouse Christophe de La Laurencie, famille originaire des confins du Limousin, de l'Angoumois et du Périgord, qui conservera Villeneuve jusqu’en 1843. La famille Chamber’s y adjoint un logis Renaissance, plus conforme aux mœurs de l’époque, mais qui sera détruit par un incendie à la fin du XVIIIe siècle.
Aux XVIe et XVIIe siècles, Villeneuve est un château de garnison. Il subit plusieurs assauts de la part des huguenots. Sa défense remarquable valut à François de La Laurencie, deuxième du nom, seigneur de Villeneuve, une lettre de gratification de Henri III.
En 1621, le château attaqué par les protestants soutint plusieurs assauts. Fidèles à son seigneur, les habitants de Villeneuve et de Villenouvelle, qui formaient la garnison du château, jurent de se laisser ensevelir sous ses ruines plutôt que de se rendre. Cet intrépide dévouement à la cause de Dieu et du Roi déconcerta l’ennemi qui leva le siège.
Au moment de la Révolution, en 1792, le château et ses dépendances sont vendus comme biens nationaux puis rachetés par la même famille de La Laurencie, qui le conserve pendant trois siècles. Leur devise est « Va où tu peux, meurs où tu dois ». Cette grande famille a donné des maréchaux de France, des Chevaliers de Malte et des hommes d’église dont Charles-Eutrope de la Laurencie, né à Villeneuve le 30 avril 1740 et décédé à Paris le 13 mai 1816.Il fut évêque de Nantes, refusa le Concordat de Napoléon 1er, s’exila en Angleterre et revint en France après la chute de l’empire. Une plaque dans l’église de Villeneuve rappelle sa mémoire.
En 1843, les ascendants de l’actuel propriétaire rachètent le château et entreprennent une longue restauration. La propriété devient une exploitation viticole, ce qui explique la présence de nombreux bâtiments dans la cour de la ferme, anciennement appelée « basse-cour » à l’époque médiévale. L’apparition du phylloxéra en 1875 mit fin à cette activité.
En 1936, le propriétaire fit restaurer le pont-levis et les murs d’enceinte. En 1968, son fils reprit le flambeau et entreprit de poursuivre et de compléter la restauration.
En 2022, l'édifice fait partie des douze sites de la Nouvelle-Aquitaine retenus pour bénéficier de l'aide du Loto du patrimoine et doit recevoir à ce titre une aide de 300 000 euros de la part de la Mission Patrimoine de Stéphane Bern, ce qui devrait permettre des travaux de consolidation des remparts.

## Architecture

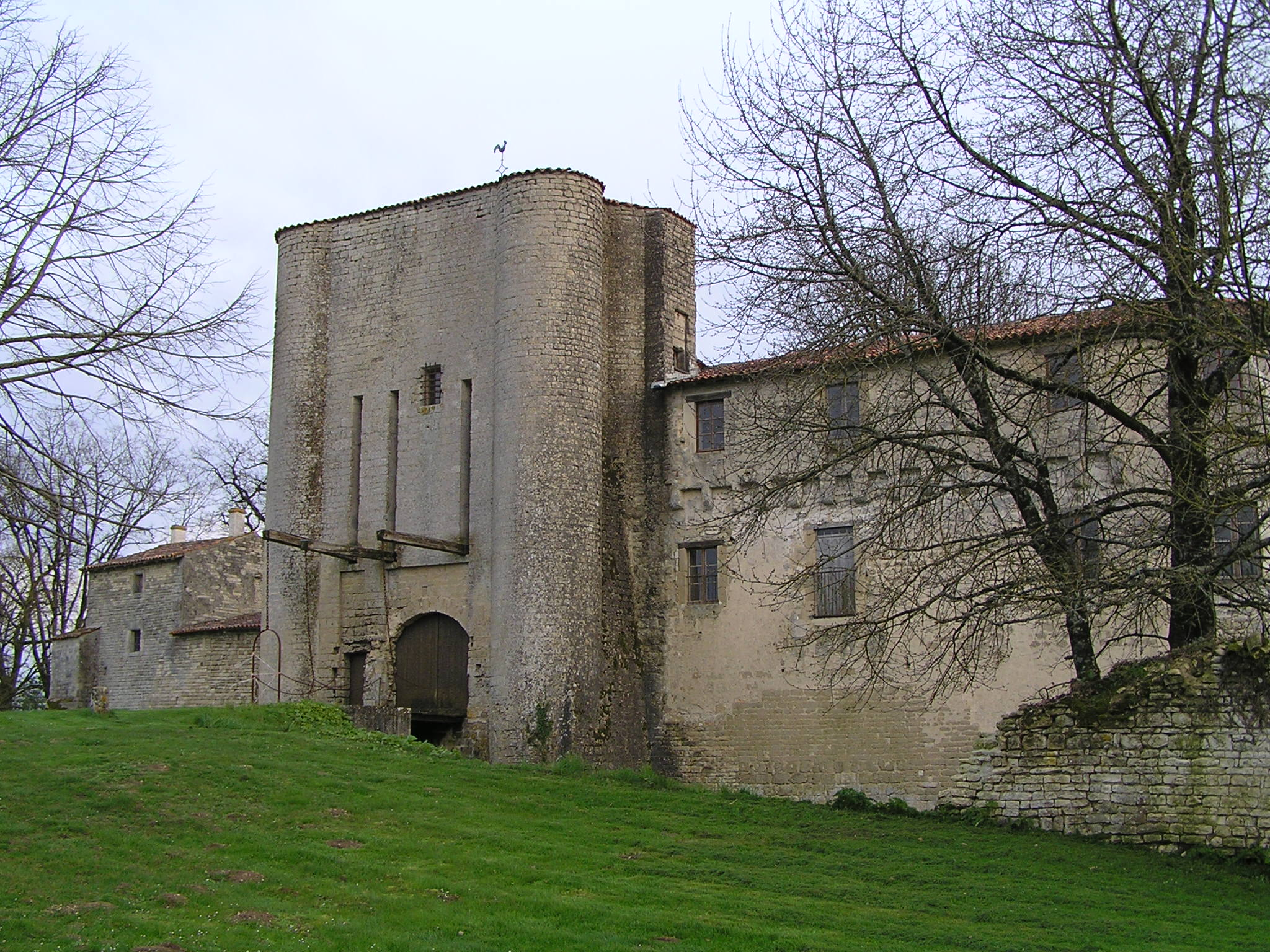
Vue générale du château

Le château est construit sur un terre-plein de 48 mètres sur 58 et entouré de fossés de 15 mètres de large, maintenant en partie comblés.
Le châtelet d'entrée carré de 10 mètres de côté est au centre de la façade nord. Il est encore haut de 18 mètres, bien qu'ayant été dépossédé de ses créneaux et de ses mâchicoulis en 1848. D'après les archives il était haut de près de 28 mètres. L'entrée s'y faisait par le pont-levis et une poterne.
Deux tours de 4 mètres de diamètre et 10 mètres de hauteur sont aux angles sud-est et sud-ouest et les courtines sud, est et ouest de 10 mètres de hauteur forment avec elles et le donjon l'enceinte, qui pourrait remonter au XIVe siècle
La totalité du château, sauf le "bâtiment moderne", est inscrite au titre des monuments historiques par arrêté du 14 Septembre 1949.

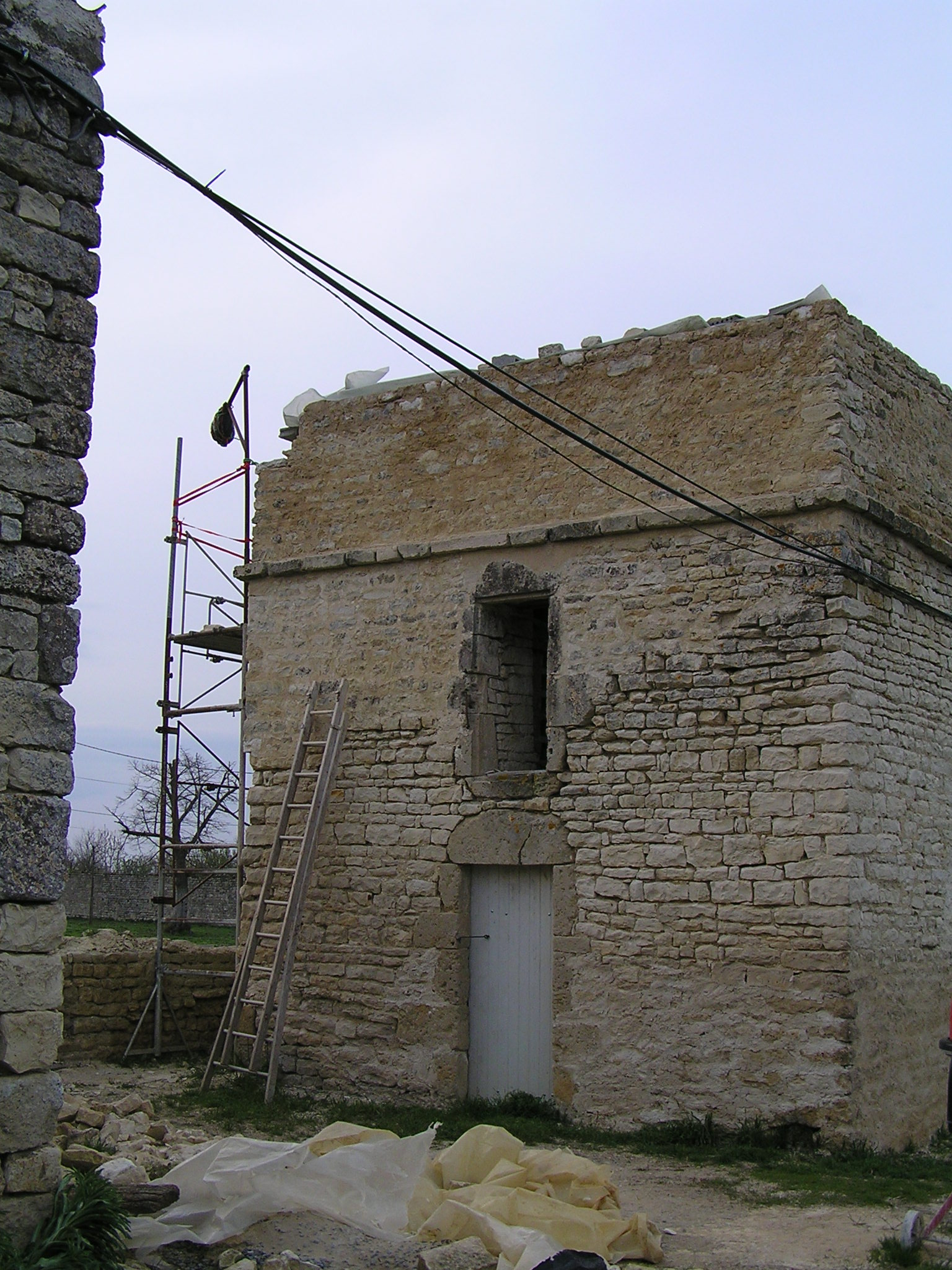
Le pigeonnier

Le pigeonnier carré, en pied donc de seigneur haut-justicier, pourrait remonter au XVIIe siècle.